# ニコライ・トゥルチャニノフ

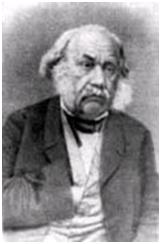
ニコライ・ステパノビッチ・トゥルチャニノフ

ニコライ・トゥルチャニノフ（Николай Степанович Турчанинов　独：Nikolai Stepanowitsch Turtschaninow、英：Nikolai Stepánovich Turczanínow、1796年5月頃 - 1864年1月7日（ユリウス暦:1863年12月26日））は、ロシア帝国の役人、植物学者である。ロシアの多くの新種植物を発見した。

## 略歴
ベルゴロド州のBiryuch近くのNikitowkaで地主の家に生まれた。幼い頃から自然が好きで、標本をつくっていた。ハリコフ大学で学び、1814年に18歳で博士号を得て卒業した。サンクト・ペテルブルクにでて法務省、財務省で1828年まで働いた。1825年には植物学に関する論文を書いた。1928年にイルクーツクの役所で働くようになり、バイカル湖の動物を研究することができた。イルクーツクで1000近くの植物を記述した、"Catalogus plantarum in regionibus Baicalensibus et in Dauria sponte crescentium"を発表し、この功績から1857年に帝国サンクトペテルブルク科学アカデミーの歴史ある賞であるデミドフ賞を受賞することになる。
1830年に科学アカデミーの会員となり、植物学の研究に従事することを許されるようになり、1835年までシベリア東部の調査を行った。1837年に役人の仕事に戻り、1845年まで働いた。退職後はアゾフ海近くのタガンログで暮らし、標本館を作った。老後は、人を使って標本を集め、分類と記述を行った。
キンポウゲ科の Pulsatilla turczaninovii（和名：ホソバオキナグサ）やカバノキ科 、クマシデ属の Carpinus turczaninovii （和名：イワシデ）に献名されている。